# نورالدین قاسمی
نورالدین قاسمی (عربی: نور الدين قاسمي؛ زادهٔ ۱۷ اکتبر ۱۹۷۷) بازیکن فوتبال اهل مراکش بود.
از باشگاه‌هایی که در آن بازی کرده‌است می‌توان به باشگاه فوتبال ارتش سلطنتی مراکش و باشگاه فوتبال الرجا اشاره کرد.
وی همچنین در تیم ملی فوتبال مراکش بازی کرده‌است.